# Вернон-Харкорт, Уильям
Сэр Уильям Джордж Грэнвилл Венэйблс-Вернон-Харкорт (англ. William George Granville Venables Vernon Harcourt; 14 октября 1827, Йорк, Норт-Йоркшир — 1 октября 1904, Nuneham Courtenay, Оксфордшир) — британский юрист и государственный деятель, канцлер казначейства Великобритании (1886 г. и 1892—1895 гг.).

## Биография
Был четвертым из пяти детей богослова и ученого Уильяма Вернона Харкрота, одного из основателей Британской научной ассоциации (1831 г.). Его старший брат, Эдвард Уильям Вернон Харкорт, был ученым и политиком, избирался в Палату общин (1878—1886 гг.). Его дед, Эдвард Венейблс-Вернон-Харкорт, долгое время был архиепископом Йоркским (1808—1847 г.).
Получил высшее образование в области математики и классической филологии в Тринити-колледже Кембриджского университета, который окончил в 1851 г. Он отказался от семейной поддержки консервативных тори и начал работать как журналист газеты The Morning Chronicle. Вскоре после этого, в 1852 г., он начал свое обучение при корпорации адвокатов (Inns of Curt) и через два года получил право работы по этой специальности.
Как юрист специализировался на железнодорожном праве. Был деятельным публицистом; написал много статей по политике и народному праву в «Saturday Review», проявил себя сторонником либеральной политики Уильяма Гладстона и противником Генри Палмерстона, так сотрудничал в «Times» под псевдонимом «Historicus», публиковал комментарии на внешнеполитические темы.
Являлся профессором международного права в Кембридже. В ноябре 1868 г. был впервые избран в качестве депутата от Либеральной партии в Палату общин и до 1880 г. представлял в ней в округ Оксфорд.
В 1873—1874 гг. занимал пост генерального солиситора Англии и Уэльса в кабинете Гладстона.
В 1874 г. был возведен в рыцарское достоинство.
C 1880 по 1895 гг. представлял в Палате общин округ Дерби. В 1880—1885 гг. занимал должность министра внутренних дел Великобритании. На этой должности входил в состав Тайного совета.
В третьем и четвертых кабинетах Гладстона (с февраля по конец июля 1885 г. и 1892—1894 гг.) занимал должность канцлера казначейства. Сохранил этот пост до конца июня 1895 г. в правительстве Арчибальда Примроуза.
В 1894—1898 гг. являлся председателем Либеральной партии Великобритании. C 1895 г. одновременно являлся лидером оппозиции в Палате общин.
В июле 1895 г. был переизбран в нижнюю палату британского парламента от избирательного округа Монмутшир Западный. На момент смерти являлся бессменным депутатом Палаты общин на протяжении почти 36 лет.